# Memorial a Jefferson Davis
El Memorial a Jefferson Davis fue un monumento dedicado a Jefferson Davis, presidente de los Estados Confederados de América de 1861 a 1865, instalado a lo largo de Richmond, en la Avenida Monument, en los Estados Unidos. La escultura fue derribada durante las protestas por la muerte de George Floyd en junio de 2020.

## Descripción
Revelado el 3 de junio de 1907, el monumento lucía una columna dórica de 65 pies con una figura de bronce a lo alto llamada Vindicatrix. Había trece columnas, once sellos de bronce representando los estados confederados y tres representando a los estados que enviaron tropas para la Confederación. Las estatuas de bronce, Vindacatrix en la parte superior y Jefferson Davis en el centro, fueron diseñadas por Edward Virginius Valentine y el arreglo fue planeado por William C. Noland. El friso lleva el discurso de despedida de Davis al Senado de los Estados Unidos, el 21 de enero de 1861.
 

## Historia
Tras las protestas por la muerte de George Floyd, la estatua de bronce de Davis fue derribada por manifestantes el 10 de junio de 2020.  El resto del monumento está pendiente de ser retirado; la estatua de Vindicatrix, que representa la condición de la mujer confederada, fue removida el 8 de julio de 2020.

## Galería

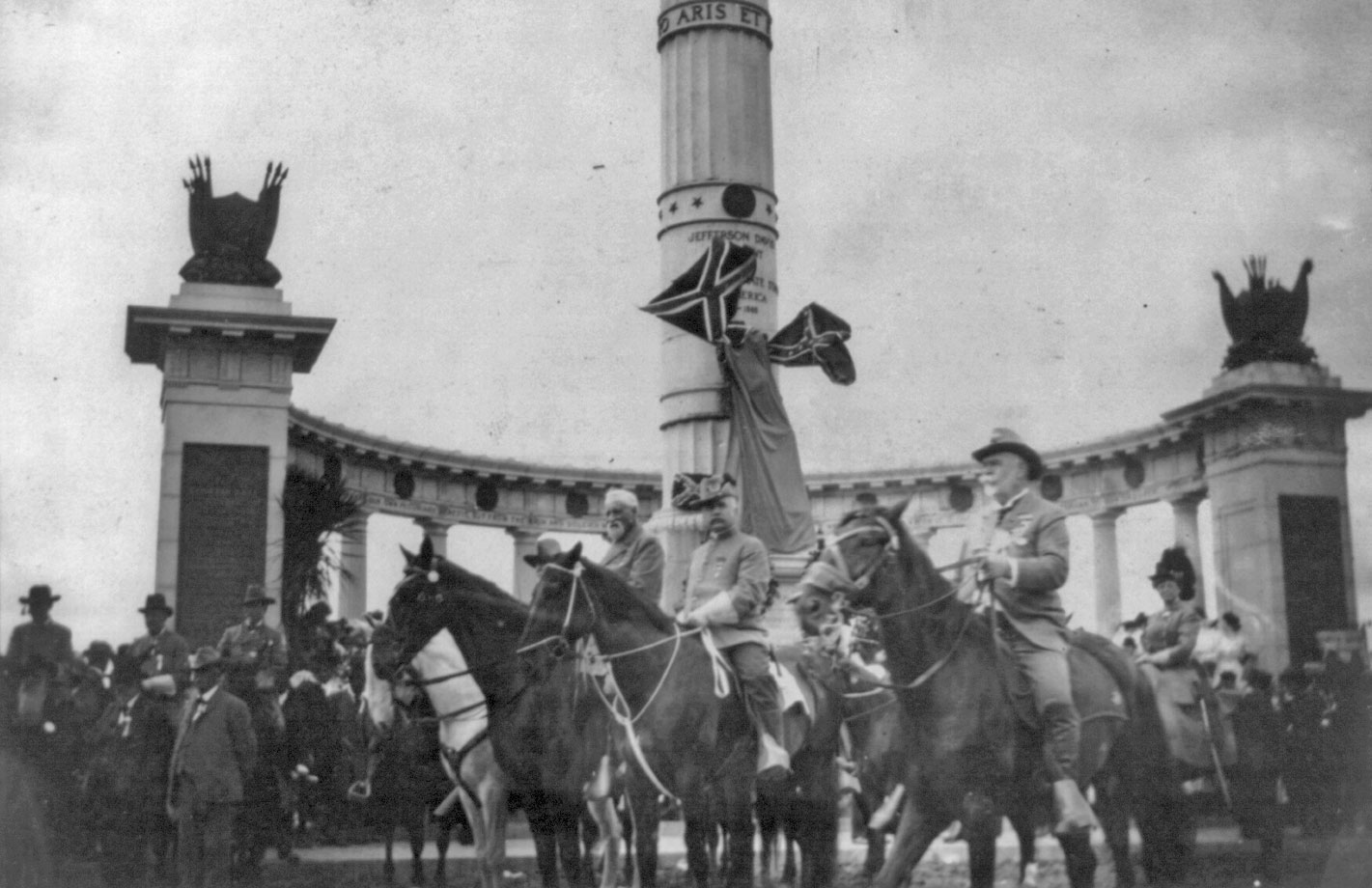
George Washington Custis Lee a caballo, el 3 de julio de 1907, en frente del monumento
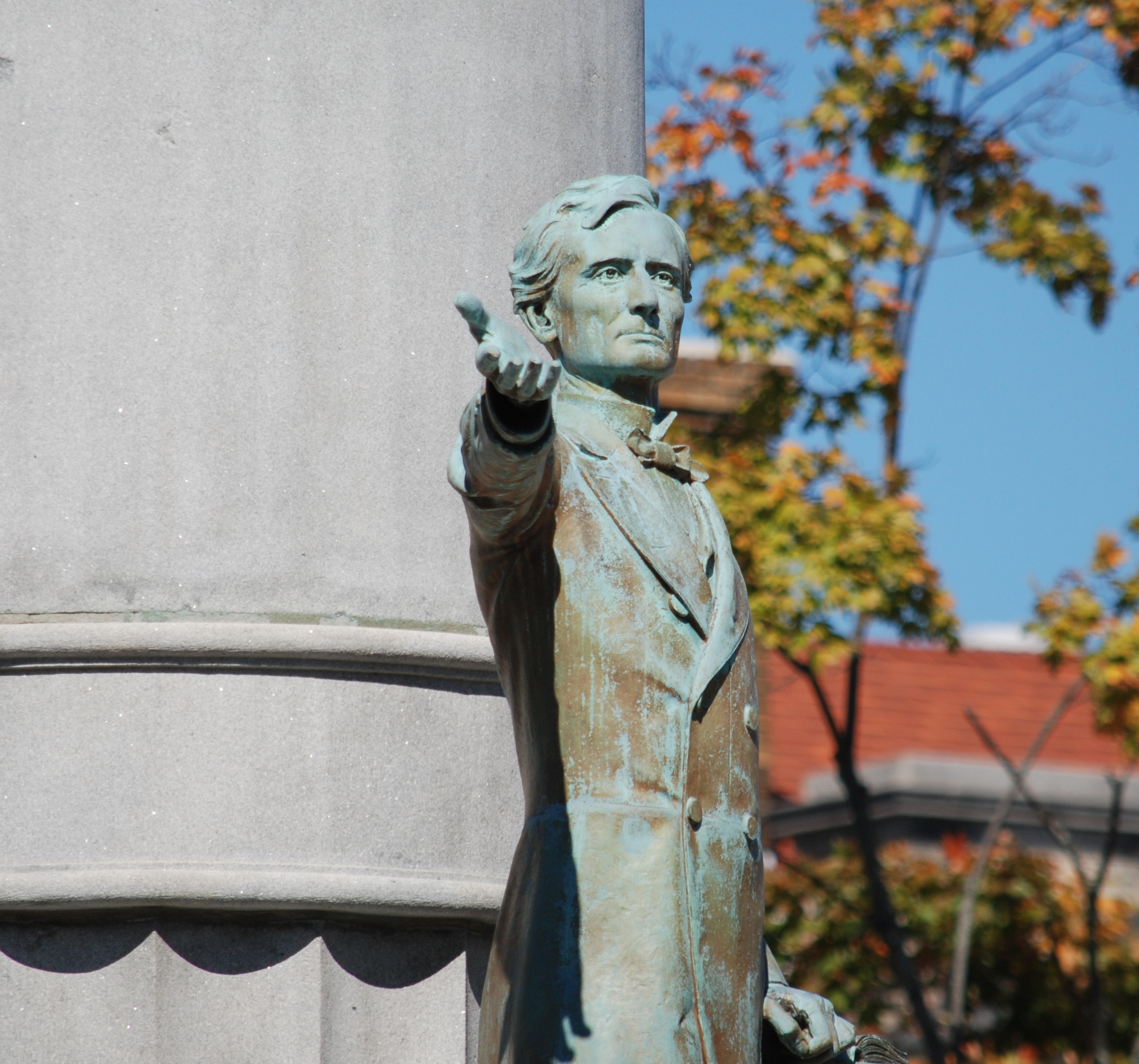
Detalle de la estatua de Jefferson Davis
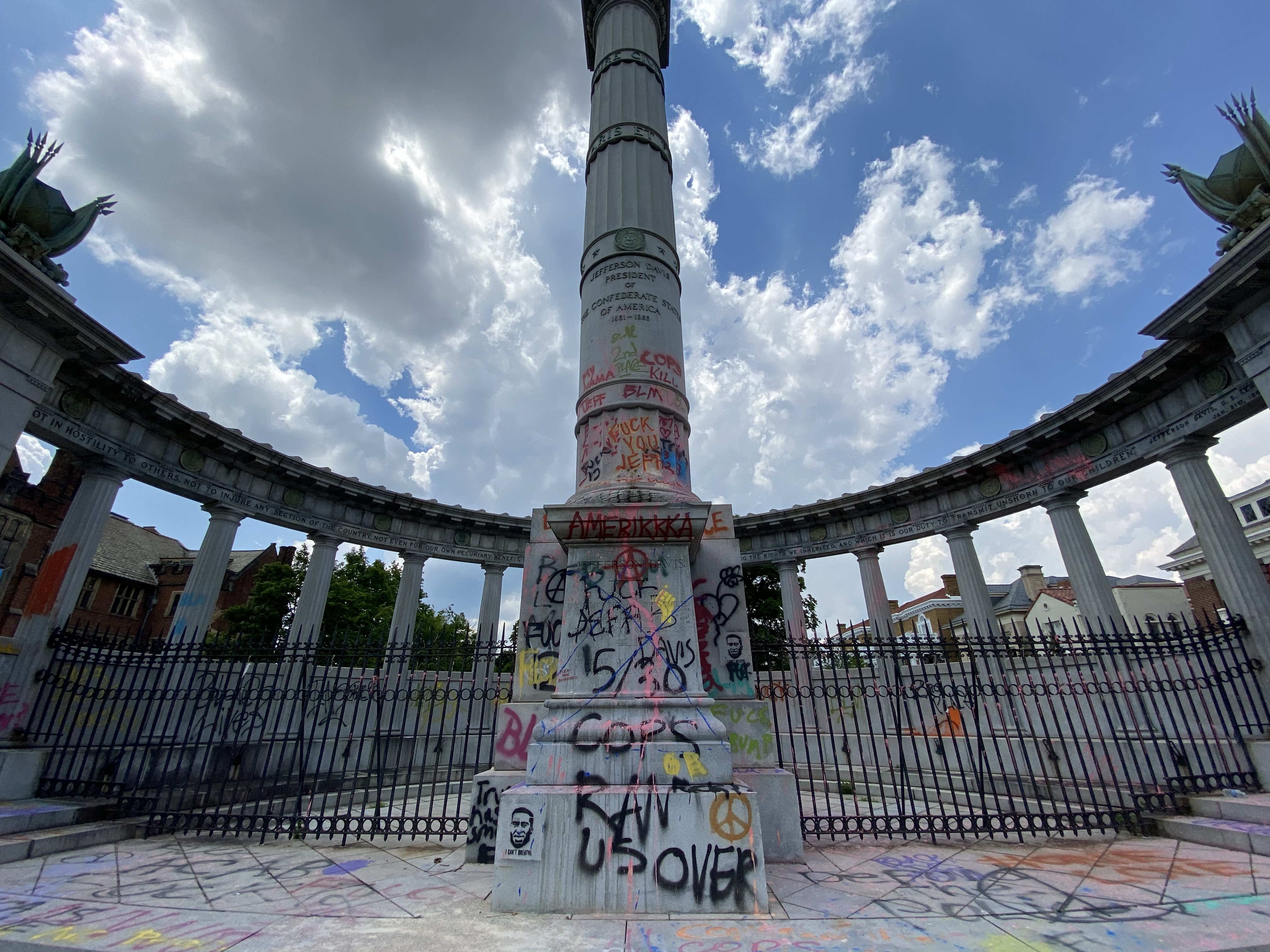
El memorial tras la extracción de la estatua de Davis.